# Oxymorphone
L’oxymorphone (Opana, Numorphan, Numorphone) ou 14-Hydroxydihydromorphinone est un puissant analgésique opioïde semi-synthétique d’abord développé en Allemagne vers 1914, brevetée aux États-Unis par la compagnie pharmaceutique Endo Pharmaceuticals en 1955 et introduite sur le marché américain en janvier 1959 et par la suite dans de nombreux autres pays à travers le monde. Dans certains pays, l’oxymorphone est distribué sous le nom de Numorphan et Numorphan Oral. Il diffère de la morphine au niveau des effets secondaires car il semble produire moins de sédation, de démangeaisons et d’autres effets dus à une libération excessive d’histamine, comme tous les opiacés. Selon le patient, il peut créer plus ou moins de nausée et vomissement que la morphine.
L’oxymorphone est administrée sous forme de sel de chlorhydrate par injection ou par un suppositoire, généralement à des doses de 1 mg (injection) à 5 mg (suppositoire). Endo a été le principal distributeur d’oxymorphone à travers le monde et est présentement distribué aux États-Unis et ailleurs sous le nom d'Opana et Opana ER. La durée d’action de l’oxymorphone est de 5 à 8 heures selon les patients.
L’oxymorphone est également produite dans le corps humain lorsque le foie métabolise de l’oxycodone.
La consommation d'alcool associée à des comprimés à libération prolongée peut être extrêmement dangereuse. Son absorption  peut être potentialisée fortement en présence d'alcool, ce qui peut créer une surdose.

## Utilisations
L’oxymorphone est prescrite pour le soulagement de la douleur modérée à sévère et aussi comme un médicament préopératoire pour atténuer l'appréhension, maintenir une anesthésie, et comme analgésique en obstétrique. En outre, elle peut être utilisée pour le soulagement de la douleur chez des patients présentant une dyspnée aiguë, associée à une insuffisance ventriculaire gauche et un œdème pulmonaire.
Les comprimés à libération prolongée sont indiqués pour le traitement de la douleur chronique et sont utilisés sur un horaire régulier (toutes les 12h) et cela, pendant une période prolongée. Certains praticiens préfèrent l’utilisation de fentanyl bien que certains patients aient de graves effets secondaires dus au fentanyl.
L’oxymorphone est utilisée en médecine vétérinaire pour les mêmes usages, avec l'induction et l'entretien des anesthésies et parfois pour la tranquillisation de petits animaux. La morphine, hydromorphone, fentanyl et ses dérivés, lévorphanol et butorphanol sont également fréquents et le tramadol est souvent utilisé comme un analgésique pour chats, chiens, furets, rats et autres animaux de cette taille.
L’oxymorphone, la buprénorphine, l'oxycodone, la dihydrocodéine, la morphine et d'autres opiacés, sont souvent utilisés en automédication par des patients afin d'atténuer la dépression réfractaire aux antidépresseurs classiques. Bien qu'efficaces sur les symptômes dépressifs, les opiacés n'ont plus cette indication et s'ils sont exceptionnellement prescrits pour soulager ce trouble dépressif résistant, ils le seront hors AMM avec toutes les conséquences que cela entraîne juridiquement pour le médecin prescripteur.

## Caractéristiques physiques
La réaction entre l'oxymorphone et du HCl produit une poudre blanche et inodore. Celui-ci va s'assombrir lorsqu’il y aura une exposition prolongée à la lumière même si cela n'a pas d'effet sur la puissance du médicament. Un gramme d’oxymorphone est soluble dans 4 ml d'eau. L'injection de l’oxymorphone est disponible dans le commerce à un pH de 2,7 à 4,5.

## Toxicité
Prise avec d’autres opiacés, l’oxymorphone peut créer une dépression respiratoire, somnolence extrême évoluant parfois en coma, une flaccidité des muscles squelettiques, peau froide et moite, et parfois bradycardie et hypotension. Dans un cas de surdosage, une apnée, un Collapsus, un arrêt cardiaque, et la mort peuvent survenir.
L’oxymorphone à doses équivalentes est environ 7 fois plus puissante que la morphine. Aux doses thérapeutiques, les effets secondaires sont principalement manifestés par un myosis, une nausée, et dans certains cas, des mouvements musculaires involontaires en particulier dans les parties distales des extrémités et de l'épaule. Ceci est plus fréquent chez les patients prenant d'autres médicaments tels que des relaxants musculaires et en particulier certains analgésiques adjuvants.

## Marques
- Numorphan (suppositoire et solution injectable)
- Opana (comprimés)
- Opana ER (comprimés à libération prolongée)

Certains producteurs tels qu'Endo Pharmaceuticals considèrent ou bien sont en train de développer des vaporisateurs nasaux d’oxymorphone.

## Utilisation illicite
Comme les autres analgésiques opioïdes, l’oxymorphone peut avoir des effets tels que l’euphorie, anxiolyse et d’autres effets similaires qui peuvent causer des dépendances psychologique et physique très rapidement et lors de l’arrêt de sa consommation des symptômes des sevrages. 
L’oxymorphone peut être appelée par plusieurs autres noms par leurs utilisateurs tels que : blues, biscuits, blue heaven, new blues, octagon, pink, pink heaven, pink lady, mrs O, Orgasna, Pink O, The O bomb, etc.

## Chimie
L’oxymorphone est produite à partir de la thébaïne, qui est un constituant mineur du pavot somnifère (Papaver somniferum). L’oxymorphone peut être aussi synthétisée à partir de la morphine ou de l’oxycodone, ce dernier étant un métabolite actif de la drogue.
La naloxone ou N-allyl oxymorphone, puissant antagoniste utilisé pour annuler les effets d'une surdose d'opiacés, est produite à partir d'oxymorphone.